# Pseudodistoma cereum
Pseudodistoma cereum är en sjöpungsart som beskrevs av Wilhelm Michaelsen 1924. Pseudodistoma cereum ingår i släktet Pseudodistoma och familjen Pseudodistomidae. Inga underarter finns listade i Catalogue of Life.